# Libode
Libode ist eine Stadt in der südafrikanischen Provinz Ostkap (Eastern Cape). Sie ist Sitz der Gemeinde Nyandeni im Distrikt OR Tambo.

## Geographie
Im Jahr 2011 hatte Libode 4560 Einwohner (Volkszählung 2011). Am häufigsten wird isiXhosa gesprochen. Die Stadt liegt südöstlich von Lesotho im Pondoland.

## Geschichte
Das Gebiet um die heutige Stadt Libode wurde 1935 durch die Behörden der Transkei annektiert. Als zentraler Ort wurde Libode im selben Jahr gegründet und in der Folge zur Stadt ausgebaut. 1940 eröffneten Ursulinen des Klosters St. Ursula im schweizerischen Brig die Niederlassung Mount Nicholas Mission, die bis heute besteht. Unter anderem betreiben sie dort eine Sekundarschule mit Internat.

## Wirtschaft und Infrastruktur
Das Gebiet um Libode hat Arbeitslosigkeitsquoten zwischen 65 und 87 % und Armutsquoten zwischen 65 und 90 %. Die Infrastruktur zählt zu den schlechtesten in Südafrika (alle Daten Stand 2007). Im Ort stehen ein KSD College für die Berufsausbildung in technischen Bereichen und das St. Barnabas Hospital.
Libode liegt an der Fernstraße R61, die den Ort unter anderem mit Mthatha und Port St. Johns verbindet.